# غيلبرت غاردنر
غيلبرت غاردنر (بالإنجليزية: Gilbert Gardner)‏ هو لاعب كرة قدم أمريكية أمريكي، ولد في 9 مايو 1982.

## وصلات خارجية
- غيلبرت غاردنر على موقع مرجع كرة القدم المحترفة.كوم (الإنجليزية)